# TrueCaller
Truecaller este o aplicație pentru smartphone care oferă funcții precum identificarea apelantului, blocarea apelurilor, mesagerie flash, înregistrarea apelurilor (disponibilă pe Android până la versiunea 8), chat și apeluri voce prin internet. Utilizatorii trebuie să furnizeze un număr de telefon mobil pentru a se înregistra. Aplicația este disponibilă pentru Android și iOS.

## Istoric
Truecaller a fost dezvoltat de True Software Scandinavia AB, o companie privată din Stockholm, Suedia, fondată de Alan Mamedi și Nami Zarringhalam în 2009. Majoritatea angajaților companiei sunt însă localizați în India.
Aplicația a fost lansată inițial pe Symbian și Windows Mobile la 1 iulie 2009. Ulterior, a devenit disponibilă pentru Android și iOS pe 23 septembrie 2009, pentru BlackBerry pe 27 februarie 2012, pentru Windows Phone pe 1 martie 2012 și pentru Nokia Series 40 pe 3 septembrie 2012.
În septembrie 2012, Truecaller avea cinci milioane de utilizatori, care realizau lunar 120 de milioane de căutări în baza sa de date. Până la 22 ianuarie 2013, aplicația ajunsese la 10 milioane de utilizatori, iar în ianuarie 2017, avea 250 de milioane de utilizatori la nivel global. Din februarie 2020, Truecaller avea peste 200 de milioane de utilizatori activi lunar, dintre care 150 de milioane erau din India.
La 18 septembrie 2012, TechCrunch⁠(d) a anunțat că fondul de capital de risc OpenOcean, condus de foști directori ai MySQL și Nokia (inclusiv fondatorul MySQL, Michael Widenius⁠(d)), a investit 1,3 milioane USD pentru extinderea globală a Truecaller. Compania a declarat că intenționează să utilizeze fondurile pentru a-și extinde prezența în America de Nord, Asia și Orientul Mijlociu.
În februarie 2014, Truecaller a primit o finanțare de 18,8 milioane USD de la Sequoia Capital, alături de investitorii existenți și un investitor privat anonim. Tot atunci, Truecaller a anunțat un parteneriat cu Yelp⁠(d) pentru a utiliza datele Yelp pentru identificarea numerelor de afaceri. În octombrie 2014, compania a primit o investiție de 60 de milioane USD de la Atomico⁠(d) și Kleiner Perkins Caufield & Byers⁠(d).
Pe 7 iulie 2015, Truecaller și-a lansat aplicația SMS TrueMessenger, exclusiv în India, permițând utilizatorilor să identifice expeditorii de SMS-uri. În aprilie 2017, TrueMessenger a fost integrată în aplicația Truecaller.
În decembrie 2019, Truecaller a anunțat intenția de a lansa o ofertă publică inițială (IPO) până în 2022. De asemenea, compania a lansat în India un director de spitale Covid pentru a ajuta utilizatorii să obțină informații despre spitale în timpul pandemiei.

## Peisajul concurențial și de reglementare
Truecaller obține aproximativ 75% din veniturile sale din India. Organismul de reglementare TRAI din India a anunțat lansarea unui serviciu concurent pentru identificarea apelantului, bazat pe tehnologia CNAP (Caller Name Presentation), care ar permite identificarea apelantului fără o aplicație terță. Implementarea acestui serviciu ar putea afecta substanțial utilizarea Truecaller în India.
De asemenea, o nouă lege indiană privind confidențialitatea datelor, care urmează să intre în vigoare la sfârșitul anului 2024, ar putea restricționa utilizarea datelor colectate fără consimțământ, afectând baza de date a Truecaller.
Într-un proces în Nigeria, Truecaller a susținut că utilizatorii care încarcă agendele telefonice sunt operatorii de date, iar compania acționează doar ca procesator. Acest lucru diferă de Europa, unde, pentru a respecta GDPR, Truecaller nu încarcă agendele telefonice ale utilizatorilor.

## Probleme de securitate și confidențialitate
Pe 17 iulie 2013, serverele Truecaller au fost sparte de grupul Armata Electronică Siriană, care a susținut că a extras baze de date sensibile. Truecaller a declarat că breșa nu a expus parole sau informații despre carduri de credit.
Truecaller încarcă contactele stocate ale utilizatorilor pentru a-și construi baza de date cu numere de telefon, ceea ce poate încălca GDPR și alte reglementări privind confidențialitatea în unele țări. De asemenea, aplicația colectează date despre apelurile către și de la non-utilizatori, care nu au opțiunea de a împiedica colectarea acestor informații.
În noiembrie 2019, Ehraz Ahmed, un cercetător de securitate din India, a descoperit o eroare care expunea datele utilizatorilor, pe care Truecaller a remediat-o imediat. În 2020, 2021 și din nou în 2024, au fost raportate scurgeri ale bazei de date Truecaller, care includeau numere de telefon, nume, operatori telefonici, etichete și adrese de e-mail.